# Torrente Sparso
Il cavo Sparso (Spàrs, in Lombardo occidentale) è un corso d'acqua della provincia di Novara.

## Percorso attuale
Il torrente nasce poco a ovest di Granozzo, dall'unione di due rami sorgentizi.

Con un letto artificiale piccolo e poco profondo, scorre verso il paese dove riceve la fontana Isimbaldi. Più avanti attraversa il paese ed arriva alla frazione di Case Sparse; una volta lasciata la suddetta frazione piega verso sud, direzione che manterrà fino alla confluenza con l'Agogna tra Vespolate e Granozzo con Monticello.
Nel suo breve percorso (12,5 km) bagna 2 comuni:
- Granozzo con Monticello
- Vespolate

## Portata
Lo Sparso ha una portata che varia notevolmente a seconda della stagione; esso difatti, come già detto, non è proprio un torrente ma bensì una roggia, che modifica la sua portata a seconda del livello della roggia Biraga.
 In tempo di secca ha una portata di circa 0,1 m³s, 0,9 come modulo medio e 32 m
In estate si ha la portata media massima del canale.

## Problemi
L'intenisva agricoltura praticata lungo il suo corso ha contribuito a inquinare il torrente in modo grave: nel 2010 una moria di pesci ha decimato la fauna presente. Nel tratto tombinato di Case Sparse, quando piove forte, il torrente può diventare molto pericoloso, esondare ed allagare le case circostanti, provocando rotture dei condotti fognari nella parte interrata. Inoltre crea una grande azione erosiva sugli argini e può straripare facilmente; nel novembre 2011, dopo vari giorni di pioggia, l'irruenza del torrente ha gravemente danneggiato il sifone del Cavo Panizzina.